# Stadsholmen

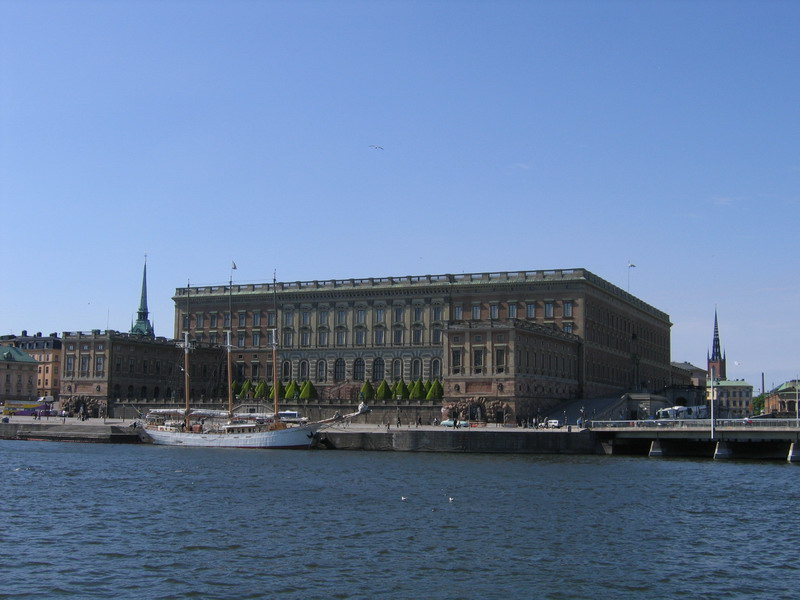
O Palácio Real de Estocolmo, em Stadsholmen.

Stadsholmen é uma ilha situada no centro da cidade de Estocolmo, na Suécia. Em conjunto com os ilhéus de Riddarholmen e de Helgeandsholmen forma a chamada Gamla stan, a cidade velha de Estocolmo. 
O nome Stadsholmen significa literalmente ilha da cidade, constituindo o local onde se situa o Palácio Real de Estocolmo. O nome Gamla stan também se pode referir a esta ilha, uma vez que Stadsholmen, sendo um nome histórico, raramente é usado oralmente nos dias de hoje.
As dimensões da ilha rondam os 700x650 metros quadrados, o que constitui uma área de cerca de 33 hectares. A linha de costa perfaz cerca de 2200 metros de comprimento. 
Encontra-se ligada ao continente por diversas pontes:
- Strömbron e Vasabron, que a ligam a Norrmalm
- Norrbro e Stallbron, que a ligam a Helgeandsholmen
- Slussbroarna, Södra Järnvägsbron e Centralbron, que a ligam a Södermalm
- Riddarholmsbron, que a liga a Riddarholmen
- Norra Järnvägsbron, que a liga a Tegelbacken